# Theodor Eimer
Gustav Heinrich Theodor Eimer, född 22 februari 1843 i Stäfa, Schweiz, död 29 maj 1898 i Tübingen, Tyskland, var en tysk zoolog, som blev professor i Darmstadt 1874, i Tübingen 1875, och gav ut, förutom arbeten om kammaneters och medusors nervsystem, bland annat Die Entstehung der Arten auf Grund vom Vererben erworbener Eigenschaften (2 band, 1888-97) och Die Artbildung und Verwandschaft bei den Schmetterlingen (2 band, 1889-96).

## Biografi
Eimer växte upp i Stäfa, dit hans far hade tagit sin tillflykt efter ett kuppförsök mot tyska förbundet i Frankfurt 1833, praktiserade medicin. Eimers mor, Albertine Pfenniger, var schweizare. Efter studier vid gymnasier i Bruchsal och Freiburg där hans far arbetade, tog Eimer studentexamen i Tübingen, där han påverkades av Franz von Leydig. Han studerade sedan 1863 i Freiburg och 1864 i Heidelberg för att avlägga examen i naturvetenskap. Han tillbringade vinterterminen 1865 vid universitetet i Tübingen och 1866 arbetade han i Berlin vid Rudolf Virchows laboratorium. 
Eimer avlade läkarexamen 1867 och studerade sedan zoologi i Freiburg under August Weismann följt av studier i Paris. Han tog under handledning av Albert von Kölliker sin doktorsexamen i Würzburg på studier av fettabsorption i tarmen. Efter att ha tillbringat sina yngre fakultetsår som prosector vid universitetet i Würzburg blev han 1875 professor i zoologi och jämförande anatomi vid universitetet i Tübingen. Eimer var en av grundarna av det tyska zoologiska sällskapet.
I juli 1870 gifte Eimer sig med konstnären Anna Lutteroth, dotter till en bankir i Hamburg. Anna skulle komma att illustrera hans vetenskapliga publikationer under hela deras äktenskap. Han anmälde sig som frivillig att tjänstgöra i armén under belägringen av Strasbourg, tillsammans med sin hustru som tjänstgjorde som sjuksköterska. Han blev dock sjuk och tvingades avgå och åkte till ön Capri för att återhämta sig.
Eimer dog 1898 i Tübingen av ett tarmproblem.

## Vetenskapligt arbete
Det var på Capri som Eimers tidiga studier om ortogenes började. Han använde sig av studier (möjligen baserade på Köllikers förslag) som han utförde på en blå variant av den italienska väggödlan (Podarcis siculus coeruleus) som hittades på Faraglioneklipporna utanför Capri. Han förklarade att ön hade lite vegetation som gjorde dem blå snarare än gröna som han hävdade var närmare stenarnas färg och därför adaptiv men han åberopade inte uttryckligen urval som en process. I senare verk motsatte han sig starkt tanken på urval som en process.
Eimer har tillskrivits populariseringen av termen ortogenes (ursprungligen introducerad av Wilhelm Haacke 1893) för att beskriva evolution riktad i specifika förlopp på grund av begränsningar i variationsmöjligheter. Även om hans teorier blev populära i Tyskland på 1880-talet, var hans arbete inte allmänt känt i den engelsktalande världen förrän 1890 då hans verk Die Entstehung der Arten auf grund von Verben erworbener Eigenschaften nach den Gesetze organische Waschsens (1888) översattes av Joseph Thomas Cunningham som Organic Evolution as the Result of the inheritance of Acquired Characters according to the Laws of Organic Growth. Denna bok var främst en neo-lamarckisk polemik mot August Weismann, hans tidigare lärare och neo-darwinist. Eimers senare arbete, översatt som On Orthogenesis, var en mer stängt ortogenetisk text, medan Organic Evolution upprätthöll ett flertal mekanismer för artbildning.
"Eimers organ" som finns i arter av mullvadsfamiljen, särskilt i den stjärnnosade mullvaden, är uppkallade efter honom. Han beskrev dessa organ i den europeiska mullvaden 1871. Eimeria, ett släkte av parasitiska protozoer, namngavs också efter honom.

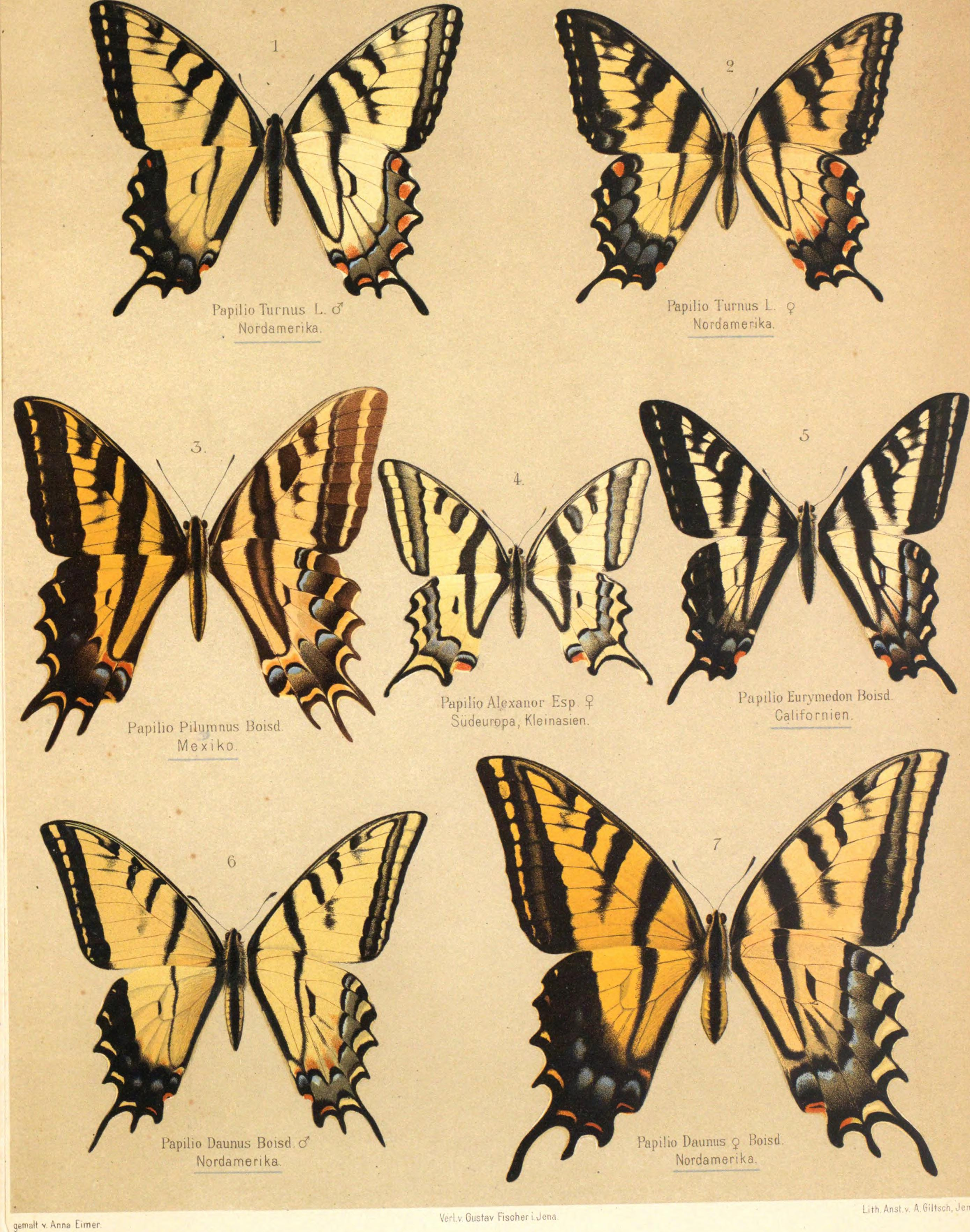
Artbildningen och släktskapet hos fjärilar..

Maria Linden var en ung kvinnlig student hos Eimer. Under hans ledning avlade hon en examen och 1895 disputerade hon på snigelsnäckors utveckling och doktorerade i naturvetenskap. Hon arbetade som assistent åt Eimer fram till 1899.
Eimer studerade också systematiken hos Papilionidae. Hink, G. H. T. Die Artbildung und Verwandschaft bei den Schmetterlingen. Eine systematische Darstellung der Abänderungen, Abarten und Arten der Segelfalter-ähnlichen Formen der Gattung Papilio. xii + 243 s., 4 pls., 23 fig., Gustav Fischer, Jena, 1889 publicerades postumt år 1889.